# Jean-Loup Puget
Jean-Loup Puget (* 7. März 1947 in Chalon-sur-Saône) ist ein französischer Astrophysiker.
Puget studierte 1966 bis 1970 an der École normale supérieure de Cachan. 1973 wurde er bei Evry Schatzman promoviert, wobei er seine Dissertation 1970/71 an der University of Maryland und am Goddard Space Flight Center ausführte. Seit 1973 forscht er für das CNRS. 1978 bis 1982 war er Directeur adjoint des Pariser Observatoriums (und ist seit 2002 in deren wissenschaftlichem Rat). Ab 1990 war er stellvertretender Direktor und 1998 bis 2005 Direktor des Institut d´astrophysique spatiale (IAS) in Orsay. 
Er befasst sich sowohl mit theoretischer als auch mit beobachtender Astrophysik, speziell galaktische und extragalaktische Gammastrahlenquellen, interstellarem Medium und Entstehung von Sternen und Kosmologie. Insbesondere ist er bekannt für Astronomie im Infraroten und bei Submillimeterwellenlängen. Zum Beispiel identifizierte er als Erster den diffusen kosmischen Infrarot-Hintergrund mit COBE aus der Strahlung von Galaxien. Ihm gelang die Entdeckung der Infrarotlinien polyzyklischer aromatischer Kohlenwasserstoffe im interstellaren Medium und der Nachweis, dass diese dort in großen Mengen vorhanden sind.
Er ist leitender Wissenschaftler des HFI Moduls im Planck-Weltraumteleskops und war leitender Wissenschaftler am Infrared Space Observatory.
Er ist Mitglied der Academia Europaea (seit 1989) und Mitglied der Académie des Sciences (korrespondierendes Mitglied seit 1994, volles Mitglied seit 2002). 1989 erhielt er den Prix Jean Ricard und 2014 den COSPAR Space Science Award sowie 2015 den Edison-Volta-Preis. 2018 erhielt er den Gruber-Preis für Kosmologie mit dem Team des Planck-Weltraumteleskops und Nazzareno Mandolesi, ebenso 2018 den Shaw Prize in Astronomie.